# Будинок на вулиці Саксаганського, 63/28
Будинок на вулиці Саксаганського, 63/28 — житловий будинок у Голосіївському районі Києва, на вулиці Саксаганського, на розі з вулицею Тарасівською. Зведений у 1953 році, має статус щойно виявленої пам'ятки архітектури та містобудування.

## Історія

Проєкт будівлі Вукоопромради

На місці, де стоїть сучасний будинок № 63/28, на початку XX століття розташовувалося кілька садиб. На початку 1935 року на вулиці Саксаганського, біля перетину з вулицею Тарасівською почали споруджувати великий житловий будинок для працівників Ради промислової кооперації Української РСР (Вукоопромради). За проєктом це був масивний чотириповерховий будинок, рясно прикрашений напівколонами та ліпним декором, характерним для сталінської архітектури. Одне крило будинку мало простягатися як уздовж вулиці Саксаганського, друге — вздовж вулиці Тарасівської, наріжний кут за одним з варіантів проєкту мав завершуватися масивним карнизом, над яким розміщувалася відкрита тераса, схожа на периптер: прикрашена статуями та колонадою. Того ж, 1935 року здали першу чергу будівництва — сучасний будинок № 65, а будівництво другої черги, в яку мала б забудовуватися ділянка на розі з вулицею Саксаганського, так і не розпочалося.
У 1953 році на цьому місці спорудили шестиповерховий житловий будинок у стилі радянського неокласицизму для працівників вітамінного заводу.
За незалежної України на першому поверсі будинку розміщувалися ощадбанк і Дирекція художніх виставок України.

## Опис
Будинок шестиповерховий із цокольним поверхом, цегляний, Г-подібний у плані, причому довгий фасад звернений у бік вулиці Тарасівської, перекриття пласкі, дах над наріжною частиною вальмовий, над частиною, що виходить на Тарасівську — двосхилий. Планування двосекційне, на 37 квартир, головних входів два: в наріжній секції — з боку вулиці Саксаганського, виконаний у вигляді аркового порталу, в довшій секції — знадвору. Наріжна частина має рустовані наріжжя, перший поверх виділений великими віконними прорізами, прикрашеними прямокутними сандриками на два вікна, два останні поверхи прикрашені пілястрами, вікна прямокутні, на останньому поверсі — напівциркульні, над четвертим поверхом проходить поясний карниз, що візуально сполучається з карнизом будинку № 65. Увінчує цю секцію невелика восьмигранна вежа. Секція з боку вулиці Тарасівської має значно стриманіший декор. Обидві секції завершені масивним карнизом, балкони підтримуються масивними консолями. Антревольти вікон останнього поверху у наріжній частині, а також площини фасадів біля балконів декоровані орнаментом з українськими національними мотивами, виготовленим із кераміки та бетону у техніці «сграфіто».